# Bellatorias
Bellatorias es un género de lagartos perteneciente a la familia Scincidae. Se distribuyen por Australia.

## Especies
Según The Reptile Database:
- Bellatorias frerei (Günther, 1897)
- Bellatorias major (Gray, 1845)
- Bellatorias obiri (Wells & Wellington, 1985)